# Crkva Svih svetih u Bedenici
Crkva Svih svetih  je crkva u općini Bedenica, zaštićeno kulturno dobro.

## Opis
Izvorno srednjovjekovna crkva datirana u 13. stoljeće barokizirana je u 17., a današnji izgled dobiva sredinom 19. stoljeća. Jednobrodna je, s užim, izduljenim, poligonalno zaključenim gotičkim svetištem poduprtim kontraforama, sakristijom i bočnom kapelom sv. Antuna. Unutrašnjost je svođena češkim kapama, osim izduljenog svetišta nadsvođenog gotičkim križno-rebrastim svodom. Na glavnom pročelju je masivan zvonik-kula. Inventar je iz 18. i 19. stoljeća. Crkva se ističe stupnjem očuvanosti gotičkog sloja prvobitne srednjovjekovne crkve i jedna je od najstarijih sakralnih građevina zelinskog područja.

## Zaštita
Pod oznakom Z-2632 zavedena je kao nepokretno kulturno dobro - pojedinačno, pravna statusa zaštićena kulturnog dobra, klasificirano kao "sakralna graditeljska baština".